# Privatfriedhof Hohe Promenade

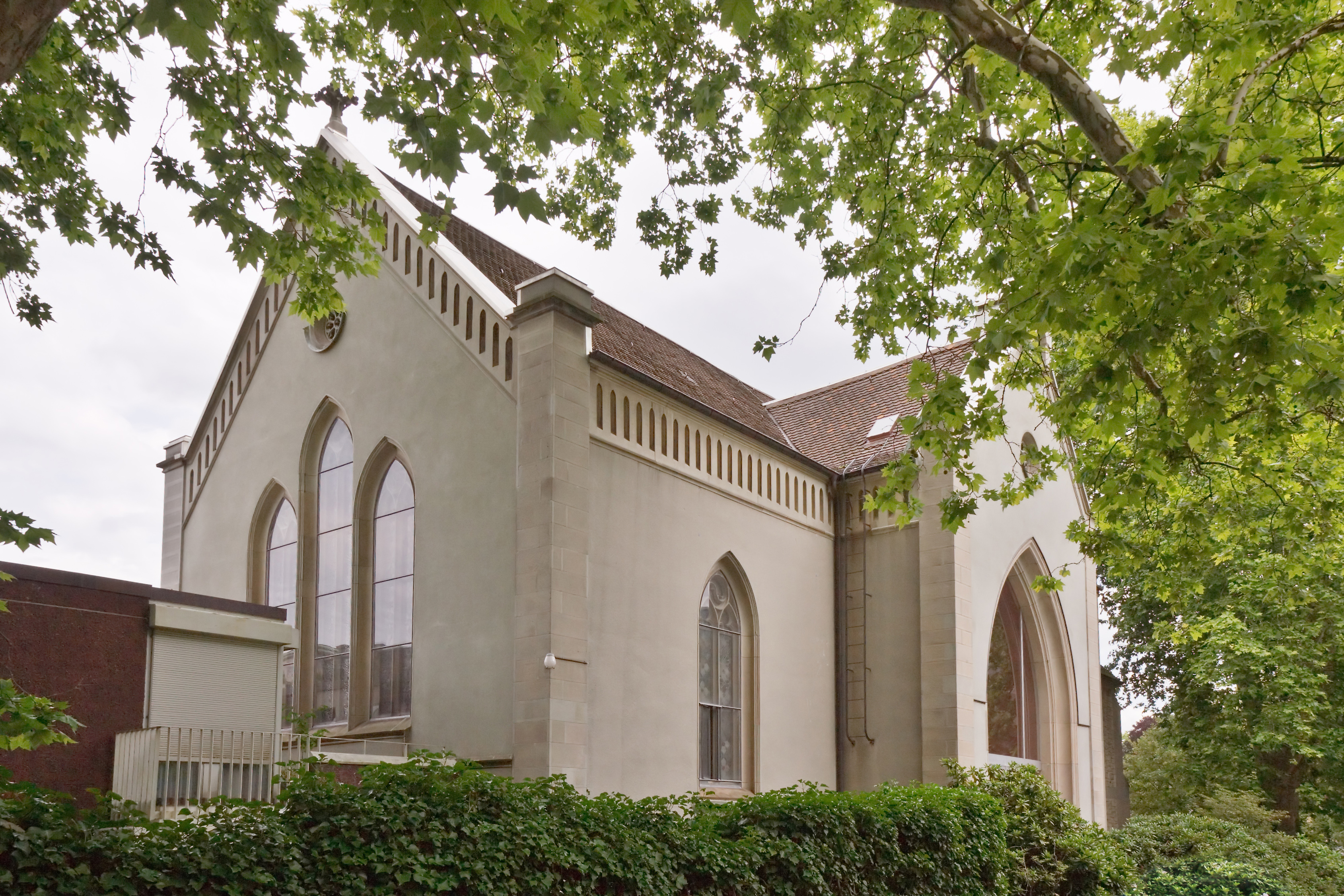
Die ehemalige Abdankungskapelle des städtischen Friedhofs Hohe Promenade, heute als Englische Kirche genutzt.

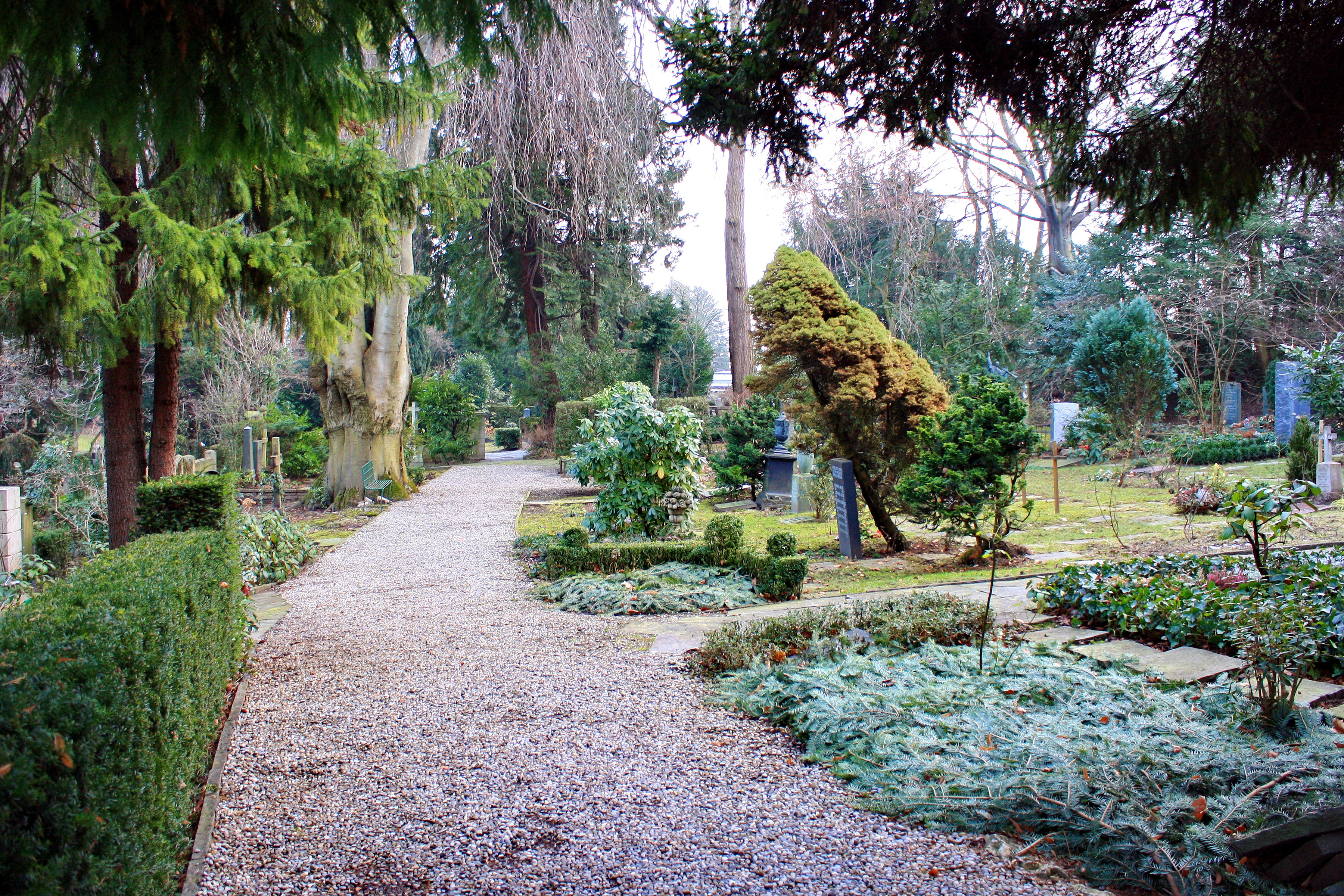
Privatfriedhof Hohe Promenade

Der Privatfriedhof Hohe Promenade ist ein Friedhof im Quartier Hochschulen der Stadt Zürich. Es ist der einzige nicht-jüdische Privatfriedhof der Stadt Zürich.

## Geschichte
1843 gründete sich der Verein für einen Privatfriedhof. Als Areal diente ein privater Grundbesitz, der bis 1839 zur Stadtbefestigung gehört hatte. Ein erster Entwurf des Ingenieurs Georg Bürkli im französischen Stil wurde vom Verein abgelehnt. Der zweite Entwurf sah einen Friedhof im englischen Stil vor, der dann realisiert und 1848 eröffnet wurde. Gleichzeitig wurde auf einem benachbarten Areal der städtische Friedhof Hohe Promenade errichtet, der aber bereits 1877 geschlossen und 1912 geräumt wurde. Auf seinem Gelände entstand 1913 die Kantonsschule Hohe Promenade.
Der Privatfriedhof Hohe Promenade verdankt seine Entstehung der Einrichtung des Gemeindefriedhofs der Kirchgemeinden Grossmünster, Zu Predigern und Fraumünster. Weil auf diesem Gemeindefriedhof keine Privatgräber mehr zugelassen waren, gründete sich ein Verein reicher Bürger, der in unmittelbarer Nachbarschaft zum (heute nicht mehr existierenden) Gemeindefriedhof einen Privatfriedhof einrichtete und Grabstätten an die Mitglieder verkaufte. Als 1877 der städtische Centralfriedhof (heute bekannt unter dem Namen Friedhof Sihlfeld) eröffnet wurde, war es auf diesem erstmals möglich, von der Stadt bewilligte Familiengräber einzurichten.

## Areal und Charakter
Kaum sichtbar über dem Bahnhof Stadelhofen gelegen, ist der Privatfriedhof Hohe Promenade vom städtischen Treiben eingekreist. Als Zeuge einer früheren Phase der Stadtentwicklung bildet er einen Gegenpol zu seiner heutigen Umgebung. Der Friedhof bildet annähernd ein Rechteck und hält sich mit seiner Ausrichtung von Nordwest nach Südost an die Vorgaben des städtischen Umfelds. In wesentlichen Teilen ist der ursprüngliche Friedhof noch immer erhalten geblieben. Vom Friedhofseingang gegenüber der Kantonsschule gelangt der Besucher über einen breiten Kiesweg in die Mitte der Anlage, wo sich ein Forum befindet. Talwärts wird es durch einen Mauerbrunnen abgeschlossen.

## Grabstätten bedeutender Persönlichkeiten
Auf dem Privatfriedhof Hohe Promenade sind unter anderem bestattet:
- Maria Binder, 1920–2008, stadtbekannte Blumenhändlerin
- Paul Ernst, 1859–1937, Pathologe
- Arnold Escher von der Linth, 1807–1872, Geologe
- Hans Conrad Escher von der Linth, 1767–1823, Naturwissenschaftler und Ingenieur, Erbauer des Linthkanals
- Luise Escher-Bodmer, 1819–1900, Gründerin der Martin Stiftung
- Hermann Haller, 1880–1950, Bildhauer
- Hedwig Haller-Braus, 1900–1989, Bildhauerin
- David Hess (vom Beckenhof), 1770–1843, Schriftsteller und Karikaturist
- Gerold Meyer von Knonau, 1804–1858, Geschichtsforscher
- Albert Mousson, 1805–1890, Mathematiker
- Hans Georg Nägeli, 1773–1836, Musikpädagoge, Sängervater und Verleger
- Melchior Römer, 1831–1895, Politiker und Stadtpräsident
- Clementine Stockar-Escher, 1816–1886, Aquarellistin und Zeichnerin
- Edmond de Stoutz, 1920–1997, Dirigent
- John Syz, 1859–1939, Unternehmer und Politiker
- Gustav Adolf Tobler, 1850–1923, Physiker, Förderer der Zentralbibliothek Zürich